# Sutera pedunculosa
Sutera pedunculosa là một loài thực vật có hoa trong họ Huyền sâm. Loài này được Kuntze miêu tả khoa học đầu tiên năm 1891.